# Populus guzmanantlensis
Populus guzmanantlensis là một loài thực vật thuộc họ Salicaceae. Đây là loài đặc hữu của México.